# Liga dos Campeões da UEFA de 2016–17 – Fase Final
A Fase Final da Liga dos Campeões da UEFA de 2016–17 foi disputada entre 14 de fevereiro de 2017 e 3 de junho de 2017, dia da final que foi disputada no Millennium Stadium em Cardiff, País de Gales. Um total de 16 equipes participaram nesta fase.
Os horários até o dia 25 de março de 2017 (Oitavas de final) seguem o fuso horário (UTC+1), e as fases seguintes até a final seguem o fuso horário (UTC+2).

## Calendário
Todos os sorteios foram realizados na sede da UEFA em Nyon, Suíça.
| Fase       | Rodada           | Data do sorteio        | Partida de ida                                                     | Partida de volta                                                   |
| ---------- | ---------------- | ---------------------- | ------------------------------------------------------------------ | ------------------------------------------------------------------ |
| Fase final | Oitavas de final | 12 de dezembro de 2016 | 14–15 & 21–22 de fevereiro de 2017                                 | 7–8 & 14–15 de março de 2017                                       |
| Fase final | Quartas de final | 17 de março de 2017    | 11–12 de abril de 2017                                             | 18–19 de abril de 2017                                             |
| Fase final | Semifinais       | 21 de abril de 2017    | 2–3 de maio de 2017                                                | 9–10 de maio de 2017                                               |
| Fase final | Final            | 21 de abril de 2017    | 3 de junho de 2017 no Millennium Stadium em Cardiff, País de Gales | 3 de junho de 2017 no Millennium Stadium em Cardiff, País de Gales |

## Equipes classificadas
| Grupo | Líderes de grupo   | Vice-líderes de grupo |
| ----- | ------------------ | --------------------- |
| A     | Arsenal            | Paris Saint-Germain   |
| B     | Napoli             | Benfica               |
| C     | Barcelona          | Manchester City       |
| D     | Atlético de Madrid | Bayern de Munique     |
| E     | Monaco             | Bayer Leverkusen      |
| F     | Borussia Dortmund  | Real Madrid           |
| G     | Leicester          | Porto                 |
| H     | Juventus           | Sevilla               |

## Oitavas de final
O sorteio das oitavas de final foi realizado em 12 de dezembro de 2016. As partidas de ida foram disputadas em 14, 15, 21 e 22 de fevereiro e as partidas de volta em 7, 8, 14 e 15 de março de 2017.
| Equipe 1            | Total    | Equipe 2           | 1.º jogo | 2.º jogo |
| ------------------- | -------- | ------------------ | -------- | -------- |
| Manchester City     | 6–6 (gf) | Monaco             | 5–3      | 1–3      |
| Real Madrid         | 6–2      | Napoli             | 3–1      | 3–1      |
| Benfica             | 1–4      | Borussia Dortmund  | 1–0      | 0–4      |
| Bayern de Munique   | 10–2     | Arsenal            | 5–1      | 5–1      |
| Porto               | 0–3      | Juventus           | 0–2      | 0–1      |
| Bayer Leverkusen    | 2–4      | Atlético de Madrid | 2–4      | 0-0      |
| Paris Saint-Germain | 5–6      | Barcelona          | 4–0      | 1–6      |
| Sevilla             | 2–3      | Leicester          | 2–1      | 0–2      |

### Partidas de ida
| 14 de fevereiro de 2017 | Benfica       | 1 – 0     | Borussia Dortmund | Estádio da Luz, Lisboa                      |
| 20:45                   | Mitroglou 48' | Relatório |                   | Público: 55 124 Árbitro: ITA Nicola Rizzoli |

| Benfica | Borussia D. |

| 14 de fevereiro de 2017 | Paris Saint-Germain                          | 4 – 0     | Barcelona | Estádio Parc des Princes, Paris               |
| 20:45                   | Di María 18', 55' · Draxler 40' · Cavani 72' | Relatório |           | Público: 46 484 Árbitro: POL Szymon Marciniak |

| PSG | Barcelona |

| 15 de fevereiro de 2017 | Bayern de Munique                                                     | 5 – 1     | Arsenal            | Allianz Arena, Munique                     |
| 20:45                   | Robben 11' · Lewandowski 53' · Thiago Alcántara 56', 63' · Müller 88' | Relatório | Alexis Sánchez 30' | Público: 70 000 Árbitro: SRB Milorad Mažić |

| Bayern | Arsenal |

| 15 de fevereiro de 2017 | Real Madrid                            | 3 – 1     | Napoli     | Estádio Santiago Bernabéu, Madrid          |
| 20:45                   | Benzema 18' · Kroos 49' · Casemiro 54' | Relatório | Insigne 8' | Público: 78 000 Árbitro: SVN Damir Skomina |

| Real Madrid | Napoli |

| 21 de fevereiro de 2017 | Bayer Leverkusen                 | 2 – 4     | Atlético de Madrid                                               | BayArena, Leverkusen                        |
| 20:45                   | Bellarabi 48' · Savić 68' (g.c.) | Relatório | Saúl Ñíguez 17' · Griezmann 25' · Gameiro 59' (pen) · Torres 86' | Público: 29 300 Árbitro: SCO William Collum |

| Bayer Leverk. | Atl. de Madrid |

| 21 de fevereiro de 2017 | Manchester City                                        | 5 – 3     | Monaco                       | City of Manchester Stadium, Manchester           |
| 20:45                   | Sterling 26' · Agüero 58', 71' · Stones 77' · Sané 82' | Relatório | Falcao 32', 61' · Mbappé 40' | Público: 53 351 Árbitro: ESP Antonio Mateu Lahoz |

| Man. City | Monaco |

| 22 de fevereiro de 2017 | Porto | 0 – 2     | Juventus                   | Estádio do Dragão, Porto                 |
| 20:45                   |       | Relatório | Pjaca 72' · Dani Alves 74' | Público: 49 229 Árbitro: GER Felix Brych |

| Porto | Juventus |

| 22 de fevereiro de 2017 | Sevilla                  | 2 – 1     | Leicester | Estádio Ramón Sánchez Pizjuán, Sevilha      |
| 20:45                   | Sarabia 25' · Correa 62' | Relatório | Vardy 73' | Público: 38 834 Árbitro: FRA Clément Turpin |

| Sevilla | Leicester |

### Partidas de volta
| 7 de março de 2017 | Arsenal     | 1 – 5     | Bayern de Munique                                                       | Emirates Stadium, Londres                       |
| 20:45              | Walcott 20' | Relatório | Lewandowski 55' (pen) · Robben 68' · Douglas Costa 78' · Vidal 80', 85' | Público: 59 911 Árbitro: GRE Tasos Sidiropoulos |

| Arsenal | Bayern |

Bayern de Munique venceu por 10–2 no placar agregado.
| 7 de março de 2017 | Napoli      | 1 – 3     | Real Madrid                                   | Estádio San Paolo, Nápoles                |
| 20:45              | Mertens 24' | Relatório | Ramos 52' · Mertens 57' (g.c.) · Morata 90+1' | Público: 56 695 Árbitro: TUR Cüneyt Çakır |

| Napoli | Real Madrid |

Real Madrid venceu por 6–2 no placar agregado.
| 8 de março de 2017 | Barcelona                                                                                             | 6 – 1     | Paris Saint-Germain | Camp Nou, Barcelona                        |
| 20:45              | Luis Suárez 3' · Kurzawa 40' (g.c.) · Messi 50' (pen) · Neymar 88', 90+1' (pen) · Sergi Roberto 90+5' | Relatório | Cavani 62'          | Público: 96 290 Árbitro: GER Deniz Aytekin |

| Barcelona | PSG |

Barcelona venceu por 6–5 no placar agregado.
| 8 de março de 2017 | Borussia Dortmund                     | 4 – 0     | Benfica | Signal Iduna Park, Dortmund                  |
| 20:45              | Aubameyang 4', 61', 85' · Pulisic 59' | Relatório |         | Público: 65 849 Árbitro: ENG Martin Atkinson |

| Borussia D. | Benfica |

Borussia Dortmund venceu por 4–1 no placar agregado.
| 14 de março de 2017 | Leicester                   | 2 – 0     | Sevilla | King Power Stadium, Leicester               |
| 20:45               | Morgan 27' · Albrighton 54' | Relatório |         | Público: 31 520 Árbitro: ITA Daniele Orsato |

| Leicester | Sevilla |

Leicester City venceu por 3–2 no placar agregado.
| 14 de março de 2017 | Juventus         | 1 – 0     | Porto | Juventus Stadium, Turim                     |
| 20:45               | Dybala 42' (pen) | Relatório |       | Público: 41 161 Árbitro: ROU Ovidiu Hațegan |

| Juventus | Porto |

Juventus venceu por 3–0 no placar agregado.
| 15 de março de 2017 | Atlético de Madrid | 0 – 0     | Bayer Leverkusen | Estádio Vicente Calderón, Madrid            |
| 20:45               |                    | Relatório |                  | Público: 49 133 Árbitro: RUS Sergei Karasev |

| Atl. de Madrid | Bayer Leverk. |

Atlético de Madrid venceu por 4–2 no placar agregado.
| 15 de março de 2017 | Monaco                                 | 3 – 1     | Manchester City | Stade Louis II, Mônaco                       |
| 20:45               | Mbappé 8' · Fabinho 29' · Bakayoko 77' | Relatório | Sané 71'        | Público: 15 700 Árbitro: ITA Gianluca Rocchi |

| Monaco | Man. City |

6–6 no placar agregado. Monaco venceu pela regra do gol fora de casa.

## Quartas de final
O sorteio para as quartas de final ocorreu em 17 de março de 2017. As partidas de ida serão disputadas em 11 e 12 de abril de 2017, e as partidas de volta em 18 e 19 de abril de 2017.
| Equipe 1           | Total | Equipe 2    | 1.º jogo | 2.º jogo  |
| ------------------ | ----- | ----------- | -------- | --------- |
| Atlético de Madrid | 2–1   | Leicester   | 1–0      | 1–1       |
| Borussia Dortmund  | 3–6   | Monaco      | 2–3      | 1–3       |
| Bayern de Munique  | 3–6   | Real Madrid | 1–2      | 2–4 (pro) |
| Juventus           | 3–0   | Barcelona   | 3–0      | 0–0       |

### Partidas de ida
| 11 de abril de 2017 | Juventus                       | 3 – 0     | Barcelona | Juventus Stadium, Turim                       |
| 20:45               | Dybala 7', 22' · Chiellini 55' | Relatório |           | Público: 41 092 Árbitro: POL Szymon Marciniak |

| Juventus | Barcelona |

| 12 de abril de 2017[A] | Borussia Dortmund        | 2 – 3     | Monaco                                 | Signal Iduna Park, Dortmund                 |
| 18:45                  | Dembélé 57' · Kagawa 84' | Relatório | Mbappé 19', 79' · S. Bender 35' (g.c.) | Público: 65 849 Árbitro: ITA Daniele Orsato |

| Borussia D. | Monaco |

| 12 de abril de 2017 | Bayern de Munique | 1 – 2     | Real Madrid      | Allianz Arena, Munique                      |
| 20:45               | Vidal 25'         | Relatório | Ronaldo 47', 77' | Público: 70 000 Árbitro: ITA Nicola Rizzoli |

| Bayern | Real Madrid |

| 12 de abril de 2017 | Atlético de Madrid  | 1 – 0     | Leicester | Estádio Vicente Calderón, Madrid            |
| 20:45               | Griezmann 28' (pen) | Relatório |           | Público: 51 423 Árbitro: SWE Jonas Eriksson |

| Atl. de Madrid | Leicester |

### Partidas de volta
| 18 de abril de 2017 | Leicester | 1 – 1     | Atlético de Madrid | King Power Stadium, Leicester                |
| 20:45               | Vardy 61' | Relatório | Saúl Ñíguez 26'    | Público: 31 548 Árbitro: ITA Gianluca Rocchi |

| Leicester | Atl. de Madrid |

Atlético de Madrid venceu por 2–1 no placar agregado.
| 18 de abril de 2017 | Real Madrid                            | 4 – 2 (pro) | Bayern de Munique                        | Estádio Santiago Bernabéu, Madrid          |
| 20:45               | Ronaldo 76', 105', 110' · Asensio 112' | Relatório   | Lewandowski 53' (pen) · Ramos 78' (g.c.) | Público: 78 346 Árbitro: HUN Viktor Kassai |

| Real Madrid | Bayern |

Real Madrid venceu por 6–3 no placar agregado.
| 19 de abril de 2017 | Monaco                               | 3 – 1     | Borussia Dortmund | Stade Louis II, Mônaco                     |
| 20:45               | Mbappé 3' · Falcao 17' · Germain 81' | Relatório | Reus 48'          | Público: 17 135 Árbitro: SVN Damir Skomina |

| Monaco | Borussia D. |

Monaco venceu por 6–3 no placar agregado.
| 19 de abril de 2017 | Barcelona | 0 – 0     | Juventus | Camp Nou, Barcelona                        |
| 20:45               |           | Relatório |          | Público: 96 290 Árbitro: NED Björn Kuipers |

| Barcelona | Juventus |

Juventus venceu por 3–0 no placar agregado.

## Semifinais
O sorteio para as semifinais e final ocorreu em 21 de abril de 2017. As partidas de ida foram disputadas em 2 e 3 de maio de 2017, e as partidas de volta em 9 e 10 de maio de 2017.
| Equipe 1    | Total | Equipe 2           | 1.º jogo | 2.º jogo |
| ----------- | ----- | ------------------ | -------- | -------- |
| Real Madrid | 4–2   | Atlético de Madrid | 3–0      | 1–2      |
| Monaco      | 1–4   | Juventus           | 0–2      | 1–2      |

### Partidas de ida
| 2 de maio de 2017 | Real Madrid           | 3 – 0     | Atlético de Madrid | Estádio Santiago Bernabéu, Madrid            |
| 20:45             | Ronaldo 10', 73', 86' | Relatório |                    | Público: 77 609 Árbitro: ENG Martin Atkinson |

| Real Madrid | Atl. de Madrid |

| 3 de maio de 2017 | Monaco | 0 – 2     | Juventus         | Stade Louis II, Mônaco                           |
| 20:45             |        | Relatório | Higuaín 29', 59' | Público: 16 762 Árbitro: ESP Antonio Mateu Lahoz |

| Monaco | Juventus |

### Partidas de volta
| 9 de maio de 2017 | Juventus                       | 2 – 1     | Monaco     | Juventus Stadium, Turim                    |
| 20:45             | Mandžukić 33' · Dani Alves 44' | Relatório | Mbappé 69' | Público: 40 244 Árbitro: NED Björn Kuipers |

| Juventus | Monaco |

Juventus venceu por 4–1 no placar agregado.
| 10 de maio de 2017 | Atlético de Madrid                    | 2 – 1     | Real Madrid | Estádio Vicente Calderón, Madrid          |
| 20:45              | Saúl Ñíguez 12' · Griezmann 16' (pen) | Relatório | Isco 42'    | Público: 53 422 Árbitro: TUR Cüneyt Çakır |

| Atl. de Madrid | Real Madrid |

Real Madrid venceu por 4–2 no placar agregado.

## Final
A final foi disputada em 3 de junho de 2017, no Millennium Stadium em Cardiff, País de Gales.
| 3 de junho de 2017 | Juventus      | 1 – 4     | Real Madrid                                             | Millennium Stadium, Cardiff              |
| 20:45              | Mandžukić 27' | Relatório | Cristiano Ronaldo 20', 64' · Casemiro 61' · Asensio 90' | Público: 65 842 Árbitro: GER Felix Brych |

| Juventus | Real Madrid |